# Persone di nome Jane/Attrici
| Questa pagina contiene informazioni ricavate automaticamente dalle voci biografiche con l'ausilio del template Bio e di un bot. L'aggiornamento è periodico e automatico e ricostruisce completamente la pagina. Se manca una persona in questa lista, sei pregato di non aggiungerla, ma accertati piuttosto che la sua voce biografica contenga il template Bio e che i dati anagrafici siano correttamente compilati. Se il template Bio manca, inseriscilo tu stesso o, in alternativa, metti l'avviso {{tmp\|Bio}} che ne segnala la mancanza. Se i dati riportati sono sbagliati, correggi direttamente la voce biografica; le modifiche saranno visibili in questa lista entro pochi giorni. Per chiarimenti vedi il progetto antroponimi. La lista contiene solo le 51 persone che sono citate nell'enciclopedia e per le quali è stato implementato correttamente il template Bio. Pagina aggiornata al 6 mag 2025. |

Questa è una lista di persone presenti nell'enciclopedia che hanno il nome Jane e sono attrici.

## A(8)
- Jane Adams, attrice statunitense (Washington, n. 1965)
- Jane Adams, attrice statunitense (San Antonio, n. 1921 - Palm Desert, † 2014)
- Jane Alexander, attrice e attivista statunitense (Boston, n. 1939)
- Jane Alexander, attrice, conduttrice televisiva e modella britannica (Watford, n. 1972)
- Jane Allsop, attrice britannica (Oxford, n. 1975)
- Annabelle Apsion, attrice britannica (Londra, n. 1960)
- Jane Asher, attrice britannica (Londra, n. 1946)
- Jan Sterling, attrice statunitense (New York, n. 1921 - Woodland Hills, † 2004)

## B(4)
- Jane Badler, attrice, modella e cantante statunitense (New York, n. 1953)
- Jane Birkin, attrice, cantante e regista britannica (Londra, n. 1946 - Parigi, † 2023)
- Jane Brucker, attrice statunitense (Falls Church, n. 1958)
- Jane Bryan, attrice statunitense (Los Angeles, n. 1918 - Pebble Beach, † 2009)

## C(6)
- Jane Carr, attrice britannica (Loughton, n. 1950)
- Jane Chirwa, attrice tedesca (Mannheim, n. 1990)
- Jane Clifton, attrice, cantante e scrittrice australiana (Gibilterra, n. 1949)
- Jane Cowl, attrice, commediografa e sceneggiatrice statunitense (Boston, n. 1884 - Santa Monica, † 1950)
- Jane Curtin, attrice e comica statunitense (Wellesley, n. 1947)
- Jane Levy, attrice statunitense (Los Angeles, n. 1989)

## D(1)
- Jane Darwell, attrice statunitense (Palmyra, n. 1879 - Woodland Hills, † 1967)

## E(1)
- Jane Elliot, attrice statunitense (New York, n. 1947)

## F(2)
- Jane Fonda, attrice, produttrice cinematografica e attivista statunitense (New York, n. 1937)
- Jane Frazee, attrice statunitense (Saint Paul, n. 1915 - Newport Beach, † 1985)

## G(4)
- Jane Gail, attrice statunitense (Salem, n. 1890 - St. Petersburg, † 1963)
- Jane Greer, attrice statunitense (Washington, n. 1924 - Los Angeles, † 2001)
- Jane Grey, attrice statunitense (Middlebury, n. 1883 - New York, † 1944)
- Jane McLean, attrice filippina (Canada, n. 1982)

## H(1)
- Jane Hamilton, attrice e modella statunitense (Baltimora, n. 1915 - Malibù, † 2004)

## K(4)
- Jane Kaczmarek, attrice statunitense (Milwaukee, n. 1955)
- Jane Kean, attrice, cantante e doppiatrice statunitense (Hartford, n. 1923 - Burbank, † 2013)
- Jane Keckley, attrice statunitense (Charleston, n. 1876 - South Pasadena, † 1963)
- Jane Krakowski, attrice e doppiatrice statunitense (Parsippany-Troy Hills, n. 1968)

## L(3)
- Jane Lapotaire, attrice britannica (Ipswich, n. 1944)
- Bethel Leslie, attrice statunitense (New York, n. 1929 - New York, † 1999)
- Jane Lynch, attrice, conduttrice televisiva e comica statunitense (Evergreen Park, n. 1960)

## M(2)
- Jane March, attrice e ex modella britannica (Londra, n. 1973)
- Jane Menelaus, attrice australiana (n. 1959)

## N(1)
- Jane Novak, attrice statunitense (Saint Louis, n. 1896 - Woodland Hills, † 1990)

## P(2)
- Siân Phillips, attrice britannica (Gwaun-Cae-Gurwen, n. 1933)
- Jane Powell, attrice, cantante e ballerina statunitense (Portland, n. 1929 - Wilton, † 2021)

## R(2)
- Jane Randolph, attrice statunitense (Youngstown, n. 1915 - Saanen, † 2009)
- Jane Russell, attrice e modella statunitense (Bemidji, n. 1921 - Santa Maria, † 2011)

## S(3)
- Jane Edwina Seymour, attrice australiana (Sydney)
- Jane Sibbett, attrice e disc jockey statunitense (Berkeley, n. 1962)
- Jane Summerhays, attrice, cantante e ballerina statunitense (Salt Lake City, n. 1944)

## W(7)
- Jane White, attrice statunitense (New York, n. 1922 - New York, † 2011)
- Jane Winton, attrice, ballerina e cantante statunitense (Filadelfia, n. 1905 - New York, † 1959)
- Jane Withers, attrice statunitense (Atlanta, n. 1926 - Burbank, † 2021)
- Jane Wolfe, attrice statunitense (St. Petersburg, n. 1875 - Glendale, † 1958)
- Jane Wyatt, attrice statunitense (Mahwah, n. 1910 - Bel Air, † 2006)
- Jane Wyman, attrice, cantante e ballerina statunitense (Saint Joseph, n. 1917 - Palm Springs, † 2007)
- Jane Wymark, attrice britannica (Londra, n. 1952)